# William Lee Scott
Pour les articles homonymes, voir Scott et William Scott.
William Lee Scott est un acteur américain, né le 6 juillet 1973 à Hudson, New York (États-Unis).

## Biographie
William Lee Scott est né le 6 juillet 1973 à Hudson, New York (États-Unis).

### Vie privée
Il est marié à Charlene Bloom depuis 2002. Ils ont deux enfants.

## Filmographie

### Cinéma

#### Longs métrages
- 1997 : Bienvenue à Gattaca (Gattaca) d'Andrew Niccol : Anton Freeman adolescent
- 1998 : Sexe et autres complications (The Opposite of Sex) de Don Roos : Randy "One Ball" Cates
- 1999 : Ciel d'octobre (October Sky) de Joe Johnston : Roy Lee Cook
- 1999 : Black and White de James Toback : Will King
- 2000 : 60 secondes chrono (Gone in Sixty Seconds) de Dominic Sena : Toby
- 2001 : Pearl Harbor de Michael Bay : Lieutenant Billy Thompson
- 2003 : Identity de James Mangold : Lou
- 2003 : Dumb and Dumberer : Quand Harry rencontra Lloyd (Dumb and Dumberer: When Harry Met Lloyd) de Troy Miller : Carl
- 2004 : L'Effet papillon (The Butterfly Effect) d'Eric Bress et J. Mackye Gruber : Tommy Miller
- 2004 : Killer Diller (en) de Tricia Brock : Wesley
- 2006 : Beautiful Dreamer de Terri Farley-Teruel : Clay
- 2006 : The Novice de Murray Robinson : Henry
- 2007 : The Go-Getter de Martin Hynes : Rid
- 2008 : Farm House de George Bessudo : Chad
- 2009 : Nine Dead de Chris Shadley : Dean Jackson
- 2013 : Se brûler les ailes (Burning Blue) de D.M.W. Greer : Charlie Trumbo
- 2016 : Les Sept Mercenaires (The Magnificent Seven) d'Antoine Fuqua : Moody
- 2016 : Let Me Make You a Martyr de Corey Asraf et John Swab : Jamie
- 2019 : The Brawler de Ken Kushner : Artie Stock
- 2020 : Stoker Hills de Benjamin Louis : Détective Bill Stafford

#### Court métrage
- 1998 : Tis the Season de Justin Dorazio : Zach

### Télévision

#### Séries télévisées
- 1997 : Cracker : Jeremy Falls
- 1997 : Gun : Le skinhead
- 1996 - 2002 : Steve Harvey Show (The Steve Harvey Show) : Stanley "Bullethead" Kuznocki
- 2003 : Les Experts : Miami (CSI: Miami) : DJ Scorpius
- 2007 : Esprits criminels : Gary
- 2008 : Urgences (ER) : Jordan
- 2009 : Les Experts (CSI: Crime Scene Investigation) : Jeffrey Luvan
- 2010 : Chase : Bob McGraw
- 2021 : Voisins mais pas trop (The Neighborhood) : Brett

#### Téléfilm
- 1997 : Les Ailes de l'amour (Before Women Had Wings) de Lloyd Kramer : Hank Jackson
- 2004 : Un ticket pour le paradis (The Winning Season) de John Kent Harrison : Ty Cobb
- 2010 : Meurtre à l'Irlandaise (Madso's War) de Walter Hill : Lep Quinn